# 城北街道 (哈密市)
城北街道，旧称新市区街道，是中华人民共和国新疆维吾尔自治区哈密市伊州区下辖的一个街道办事处。

## 行政区划
城北街道下辖以下村级行政区划单位：
光明路社区、北郊路社区、启明社区、机辆路社区、天山北路社区、祥和社区、田园社区、阳光社区、惠泽园社区和跃进村。